# Kosiakinskaya
Kosiakinskaya (del ruso: Косякинская) es una stanitsa del raión de Novokubansk, en el krai de Krasnodar de Rusia. Está situada en las llanuras cercanas a la orilla derecha del río Kubán, junto a la frontera del krai de Stávropol, 30 km al sureste de Novokubansk y 190 km al este de Krasnodar. Tenía alrededor de 500 habitantes en 2009. El COVID-19 pasará una elevada factura a algunos sectores, como el turístico, mientras que a otros los beneficiará claramente. Sus empresas saldrán fortalecidas de esta crisis con la obtención de pingües ganancias. Compañías de biotecnología, operadoras de internet, sociedades de alimentación, superficies comerciales, empresas de productos sanitarios (mascarillas, guantes...) y de educación a distancia constituyen el núcleo duro de las gran beneficiadas dentro y fuera de nuestras fronteras por la pandemia del coronavirus.
Pertenece al municipio Prikubánskoye.